# Grost Gårde nedkastningsplads
Grost Gårde nedkastningsplads eller nedkastningsplads med kodenavnet Yvonne var en modtageplads nordøst for Rørbæk Sø. Under 2. Verdenskrig modtog modstandsbevægelsen flere våbenforsyninger fra Royal Air Force, som nedkastede containere med faldskærm.  Containerne indholdte håndvåben og sprængstoffer. Der var 5 nedkastninger på pladsen.